# Conway Tearle

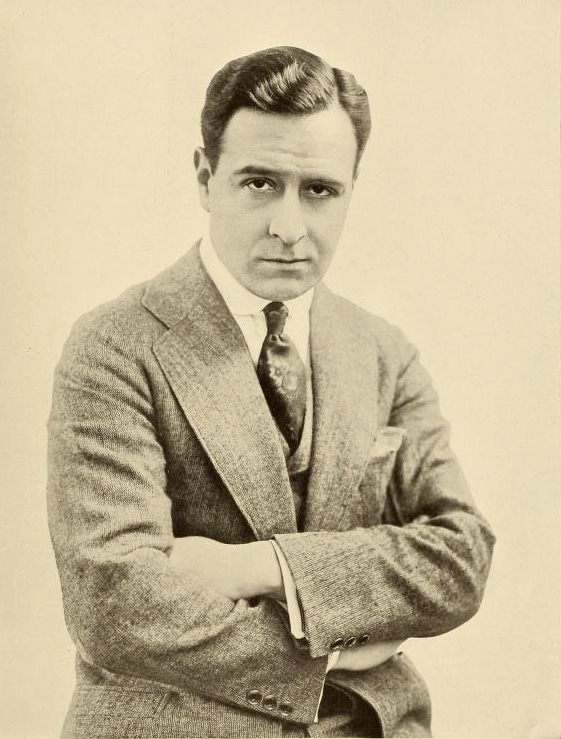
Conway Tearle (1917)

Conway Tearle (eigentlich Frederick Conway Levy; * 17. Mai 1878 in New York, New York; † 1. Oktober 1938 in Hollywood, Los Angeles, Kalifornien, Vereinigte Staaten) war ein US-amerikanischer Schauspieler. Ende der 1910er- und Anfang der 1920er-Jahre war er zeitweise einer der höchstbezahlten Leading Man in Hollywood.

## Leben und Karriere
Der Schauspieler wurde als Frederick Conway Levy getauft. Seine Eltern waren Jules Levy, ein bekannter Kornettist und die Schauspielerin Marianne „Minnie“ Conway. Zu Beginn seiner Bühnenlaufbahn übernahm er den Künstlernamen Conway Tearle. Mit 21 überzeugte er in der Rolle des Hamlet und stand bald darauf im Londoner Westend auf der Bühne. Zu Beginn der 1900er war Tearle auf zahlreichen Tourneen in Australien, Irland und Großbritannien zu sehen, ehe er 1905 sein Debüt am Broadway gab. Der große Erfolg blieb ihm verwehrt, sodass er sich 1914 dem Film zuwandte. Sein Debüt gab er an der Seite von Ethel Barrymore in dem Stummfilmdrama The Nightingale. Im Laufe der nächsten Jahre drehte Tearle 93 Filme. Seinen Durchbruch hatte er 1918 an der Seite von Mary Pickford in dem Drama Stella Maris. 1923 war er an der Seite von Pola Negri in deren US-Debüt, der Filmromanze Bella Donna, zu sehen und trat im selben Jahr an der Seite von Corinne Griffith in dem Fantasydrama Black Oxen auf, in dem Clara Bow eine ihrer ersten Rollen spielte. Zu diesem Zeitpunkt hatte er den Zenit seiner Popularität bereits überschritten, konnte jedoch immer noch eine Wochengage von 2.750 US-Dollar verlangen. 
1932 hatte Tearle endlich auch den erhofften Erfolg auf der Bühne in der Produktion von Dinner at Eight von George S. Kaufman und Edna Ferber. Seine Rolle wurde in der Verfilmung 1933 von John Barrymore übernommen. Tearle hatte unterdessen ohne Probleme Ende der 1920er-Jahre den Sprung in den Tonfilm geschafft und spielte bis zu seinem Tod regelmäßig Nebenrollen in Hollywood. Beide Schauspieler waren 1936 gemeinsam in George Cukors Shakespeare-Verfilmung Romeo und Julia zu sehen, in der Tearle den Prinz von Verona verkörperte.
Der Schauspieler war viermal verheiratet, zuletzt von 1922 bis zu seinem Tod mit der Schauspielerin Adele Rowland. Sein Halbbruder mütterlicherseits war der britische Schauspieler Godfrey Tearle. Conway Tearle starb 1938 im Alter von 60 Jahren an einem Herzinfarkt, nachdem er sich bereits im Jahr zuvor wegen gesundheitlicher Probleme aus dem Schauspielgeschäft zurückgezogen hatte.

## Filmografie (Auswahl)
- 1914: The Nightingale
- 1915: The Seven Sisters
- 1917: The Fall of the Romanoffs
- 1918: Stella Maris
- 1919: Human Desire
- 1919: Her Game
- 1920: She Loves and Lies
- 1922: Die Frau aus den Wolken (One Week of Love)
- 1923: Die Bluthochzeit (Ashes of Vengeance)
- 1923: Black Oxen
- 1923: Bella Donna
- 1925: Der Bandit (The Great Divide)
- 1925: Just a Woman
- 1926: Wien bleibt Wien (The Greater Glory)
- 1926: The Dance of Paris
- 1927: Altars of Desire
- 1929: Gold Diggers of Broadway
- 1929: Kapitän Halls große Liebe (The Lost Zeppelin)
- 1932: Vanity Fair
- 1932: The Hurricane Express
- 1934: Stingaree
- 1935: The Headline Woman
- 1936: The Preview Murder Mystery
- 1936: Romeo und Julia (Romeo and Juliet)